# Schlacht von Stratos
Sybota – Potidaia – Spartolos – Stratos – Naupaktos – Plataiai – Olpai – Tanagra – Pylos – Sphakteria – Korinth – Megara – Delion – Amphipolis – Mantineia – Melos – Syrakus – Milet – Syme – Eretria – Kynossema – Abydos – Kyzikos – Ephesos – Chalkedon – Byzanz – Andros – Notion – Mytilene  – Arginusen – Aigospotamoi
Die Schlacht von Stratos war eine Schlacht im Peloponnesischen Krieg, mit der im Sommer 429 v. Chr. in Akarnanien eine Invasion durch ein vereinigtes Heer von Peloponnesiern, Ambrakiern und illyrischen Barbaren abgewehrt wurde.

## Der Barbareneinfall
Im Sommer 429 v. Chr. kam der Konflikt zwischen den mit Athen verbündeten Akarnanen und ihren nördlichen Nachbarn in Ambrakia zum Ausbruch, als die Ambrakier und die mit ihnen verbündeten Chaonier einen Versuch unternahmen, ganz Akarnanien zu erobern, um es Athen abspenstig zu machen. Dazu riefen sie den spartanischen Seeherrn Knemos zu Hilfe, der sofort mit 1.000 Hopliten vom Peloponnes übersetzte, ohne dass die athenische Wache in Naupaktos es bemerkte. Da die Ambrakier bereits ein starkes Heer versammelt hatten, begannen sie sofort den Feldzug.
Beteiligt waren die 1.000 Peloponnesier, weitere Kontingente von Schwerbewaffneten aus Ambrakia, Leukas und Anaktorion sowie eine große Anzahl von illyrischen Barbaren: 1.000 Chaonier unter ihren jährlichen Oberbeamten Photys und Nikanor, bei denen eine Schar Thesproten mitmarschierte, ein Kontingent Molosser und Atintanen unter Sabylinthos, dem Vormund ihres Königs, sowie ein Kontingent Paranaier unter ihrem König Oroidos, bei denen auch 1.000 Oresten mitmarschierten. Unter der Annahme, dass jede Schar wenigstens 500 Krieger umfasste und die bedeutenderen wie aus Ambrakia auch deutlich mehr als 1.000, dürfte ein Heer von insgesamt über 10.000 Bewaffneten zusammengekommen sein.

## Der Aufmarsch

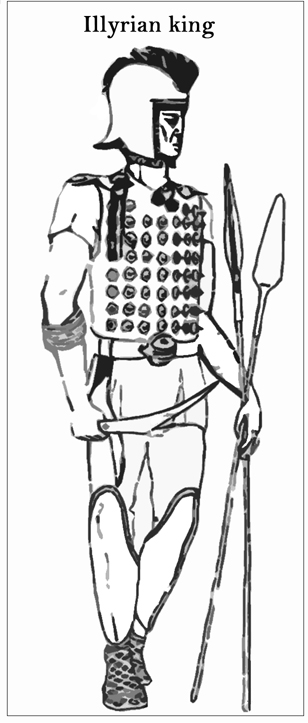
Illyrischer König

Nachdem sie das Gebiet um Argos Amphilochikon und den Flecken Limnaia verwüstet hatten, zogen sie gegen Stratos, die größte Stadt Akarnaniens, in der Annahme, dass sich der Rest des Landes nach dem Fall seiner Hauptstadt leicht ergeben werde. Die Akarnanen hatten sich nämlich nicht zur Abwehr vereinigt, sondern eine jede Stadt suchte sich selbst zu schützen. Vergeblich war auch ein Hilfsgesuch an den athenischen Feldherrn Phormion in Naupaktos, da dieser sich wegen der Bedrohung durch eine korinthische Flotte momentan außer Stande sah, Folge zu leisten.
Auf ihrem Weg nach Süden marschierten die Invasoren auf drei verschiedenen Wegen, entsprechend dem Gelände, das von zwei in Nord-Süd-Richtung verlaufenden Bergketten durchzogen war. Die Leukadier und Anaktorier gingen nächst ihrer Heimat auf dem rechten Flügel vor, die Ambrakier und Peloponnesier unter Knemos auf dem linken und die Barbaren marschierten durch das Tal in der Mitte. Sie hatten so großen Abstand untereinander, dass vielfach kein Sichtkontakt gegeben war. Die Griechen an der westlichen und östlichen Bergflanke gingen geordnet vor und schlugen nach ihrer Ankunft befestigte Lager auf. Die Chaonen an der Spitze der Barbaren glaubten, das jedoch nicht nötig zu haben, und als die Stadt in Sichtweite kam, stürmten sie mit wildem Geschrei los, um die Mauern möglichst im ersten Sturm allein zu nehmen.

## Die Schlacht

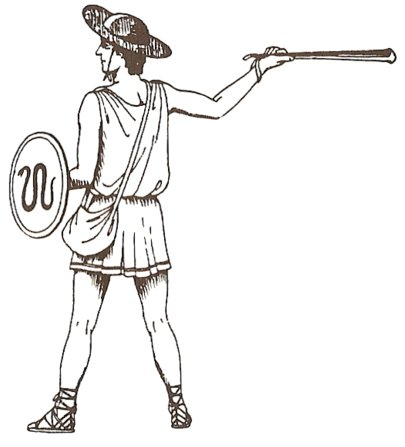
Griechischer Steinschleuderer

Die Stratier hatten indes von dem Aufmarsch der Feinde erfahren und ihre Vorkehrungen getroffen. So hatten sie an geeigneten Stellen um die Stadt und auf den Bergausläufern ihre Krieger in Hinterhalt gelegt. Als die Barbaren auf die Stadtmauern losstürmten, brachen diese plötzlich beidseitig hervor und jagten sie zurück. Die Chaonen verloren viele Männer, und durch ihren überstürzten Rückzug rissen sie auch die übrigen Barbarenstämme in haltlose Flucht.
Die mit dem Lagerbau beschäftigten Griechenheere hatten von dem Kampf überhaupt nichts mitbekommen und wurden erst durch die Ankunft der Flüchtenden aufmerksam. Sie legten daraufhin ihre Heere zusammen und blieben ansonsten untätig. Die Stratier waren ohne Unterstützung der übrigen Akarnanen immer noch zahlenmäßig unterlegen und wagten deshalb keinen Nahkampf. Stattdessen setzten sie den Eindringlingen von den Hügeln herab durch ihre Steinschleudern derart zu, dass es unmöglich war, sich ohne Panzer zu bewegen.

## Der Rückzug
Unter dem Eindruck der Niederlage und aus Furcht vor der Ankunft des Aufgebots der übrigen Akarnanen zog sich Knemos noch in der Nacht zurück. Am nächsten Tag barg er im Schutz eines Waffenstillstands die Toten, und dann ging er wieder zu seiner Flotte zurück, um an der zweiten Schlacht bei Naupaktos teilzunehmen.

## Die Folgen
Die Schlacht von Stratos war ein bedeutender Sieg der Griechen über die illyrischen Barbarenstämme in Epirus. Akarnanien blieb ein treuer Verbündeter Athens, das drei Jahre später seinen Feldherrn Demosthenes schickte, um Argos Amphilochikon zu verteidigen und den Ambrakiern in der Schlacht von Olpai eine noch blutigere Lektion zu erteilen.